# Българско училище „Св. св. Кирил и Методий“ (Отава)
Българско училище „Св. св. Кирил и Методий“ е училище на българската общност в Отава, Канада.

## История
Училището се създава през 1995 г. като съботно българско училище. Началото е положено с две групи – деца и младежи, които представят кратки програми на всички български тържества.

## Обучение
Изучавани дисциплини са: български език и литература, културни традиции, история, география.